# Apoteosi di Omero
L'apoteosi di Omero è un soggetto assai diffuso nell'arte classica e neoclassica, dove il poeta greco Omero viene glorificato o elevato allo stato divino.
Il primo ossequio artistico a Omero venne reso nella prima metà del II secolo a.C., probabilmente tra gli anni '50 e '40, quando venne eseguito un bassorilievo oggi conservato presso il British Museum di Londra. L'opera, realizzata forse da Archelao di Priene su richiesta di un poeta sconosciuto, come ringraziamento per la vittoria conquistata in un agone poetico, raffigura in basso a sinistra Omero mentre siede sul trono in procinto di essere incoronato dal dio del tempo infinito e dalla dea dell'ecumene. Davanti a Omero, Mythos e Historia sacrificano su un altare, avvicinati benevolmente dai geni protettori della poesia. Sopra di loro si erge il monte delle Muse: nella grotta risiede Apollo con la lira, avvicinato da una Musa che gli porge un papiro contenente l'opera del poeta che ha commissionato il bassorilievo, a sua volta rappresentato da una statua posta a destra della grotta. Le restanti Muse si pongono a sinistra della grotta, in un atteggiamento calmo che, risalendo verso la vetta del monte, si trasforma in una danza in onore di Zeus collocato alla cima del monte con il volto che guarda Mnemosine, la madre delle Muse.
Il soggetto dell'apoteosi di Omero conobbe un nuovo revival con l'avvento della stagione neoclassica. Josiah Wedgwood intorno al 1790 eseguì il cosiddetto «vaso di Pegaso», decorato con ornamenti in rilievo di pasta bianca, dove Omero è coronato con l'alloro mentre si appresta a salire le scale reggendo una lira. Più nota è l'Apoteosi di Omero di Jean-Auguste-Dominique Ingres, olio su tela dove il sommo poeta, anche stavolta in procinto di essere coronato con l'alloro colto, è circondato da altri illustri poeti, antichi e moderni, in una composizione che rinvia a quella della Scuola di Atene di Raffaello.